# Pierre-Jean de Béranger
Pierre-Jean de Béranger (París, 19 d'agost de 1780 - 16 de juliol de 1857) fou un poeta i chansioner francès. En les seves poesies i cançons va tresar la seva pròpia personalitat, que el distingeix de la resta dels autors de la seva època. Descendia d'una modesta família. La seva educació fou molt elemental, i la rebé com ell mateix deia en els seus versos.
| « | Chez un tailleur, son pauvre et vieux gran père. (Un sastre i el seu pobre avi). | » |

Assistí als esdeveniments més notables del segle XVIII.

## Orígens
El 1789 el seu pare l'envià a Peronne a casa d'una tia seva que posseïa una taverna. Mentre va romandre allà, estudia amb gran afecte els poetes i escriptors de França, aficionant-se a Racine i Fénelon. També va llegir a Voltaire, i aquest influí molt en l'esperit del futur poeta.
Contava amb prou feines catorze anys quan entrà en un taller d'un impressor i allà aprengué les seves primeres nocions d'ortografia. També assistí a l'institut patriòtic establert allà, i muntat segons l'ordre d'idees tresades per Rousseau. Llavors encara no coneixia la llengua llatina, però estudià als clàssics per mitjà de traduccions que es procurà. Quan ja contava setze anys tornà novament a París, on el seu pare, que llavors era banquer, es mesclava en les conspiracions contra el Directori. Es ficà en els negocis del seu pare, i sembla que es distingí en aquests, afavorint-li molt la fortuna.

## Treballs
Al cap de poc temps feu els primers assajos literaris, dedicant-se amb preferència a l'escena, publicant la comèdia Hermaphrodites, de caràcter satíric, contra els homosexuals i les dones intrigants. Segui el poema Clovis. Esperà per a publicar-lo haver complert els seus trenta anys. Entretant es dedicà a la poesia lírica i amb preferència a la poesia religiosa i component diverses odes que titulà Meditations. Les principals d'aquestes són: Le Deluge, Le Jugement dernier i Le Retablissement du culte.
Cultivà l'idil·li religiós i va compondre un petit poema intitulat Pèlerinage, en el qual volgué retratar les costums cristianes del XVI- Béranger encara no es creia que estigués en el seu verdader camí i comprengué la necessitat de dotar la seva intel·ligència de noves idees, pel qual imaginà un gran viatge, una de les quals etapes era l'Egipte, on Napoleó inaugurava les seves glorioses campanyes. Perseval el feu desistir del seu intent. Després tingué moments de dubte i de vacil·lació respecte al seu vertader talent, i llavors trobà un protector i conseller en el príncep Llucià Bonaparte.
El 1805 el pintor Landon l'emprà com a redactor en la revista dels Annales du Musée. Molts dels homes més il·lustres de França l'ajudaren en la seva empresa salvant-lo dels rigors de la misèria. Fou col·locat coma oficial dels arxius de la universitat, amb el sou de 1.000 francs anuals. Llavors publicà la seva primera col·lecció de cançons, entre les quals hi figuren les que sens cap dubte són les més correctes d'estil, com ara:
- Les Gourmands,
- Le mort vivant,
- La bonne fille,
- Les Gueux,
- Roger,
- Bontemps, totes les quals pertanyen a l'època d'entre 1810-14. També n'hi ha algunes de mèrit literari indiscutible, que poden considerar-se com de la mateixa època o bé anteriors aquesta. Tals com:
- La Bacchante;
- La Gaudriole;
- Parug;
- Le Petit home gris;
- La Mère aveugle;
- Une Grand'mère;
- Frétillon;
- Madame Grepoire, i d'altres.

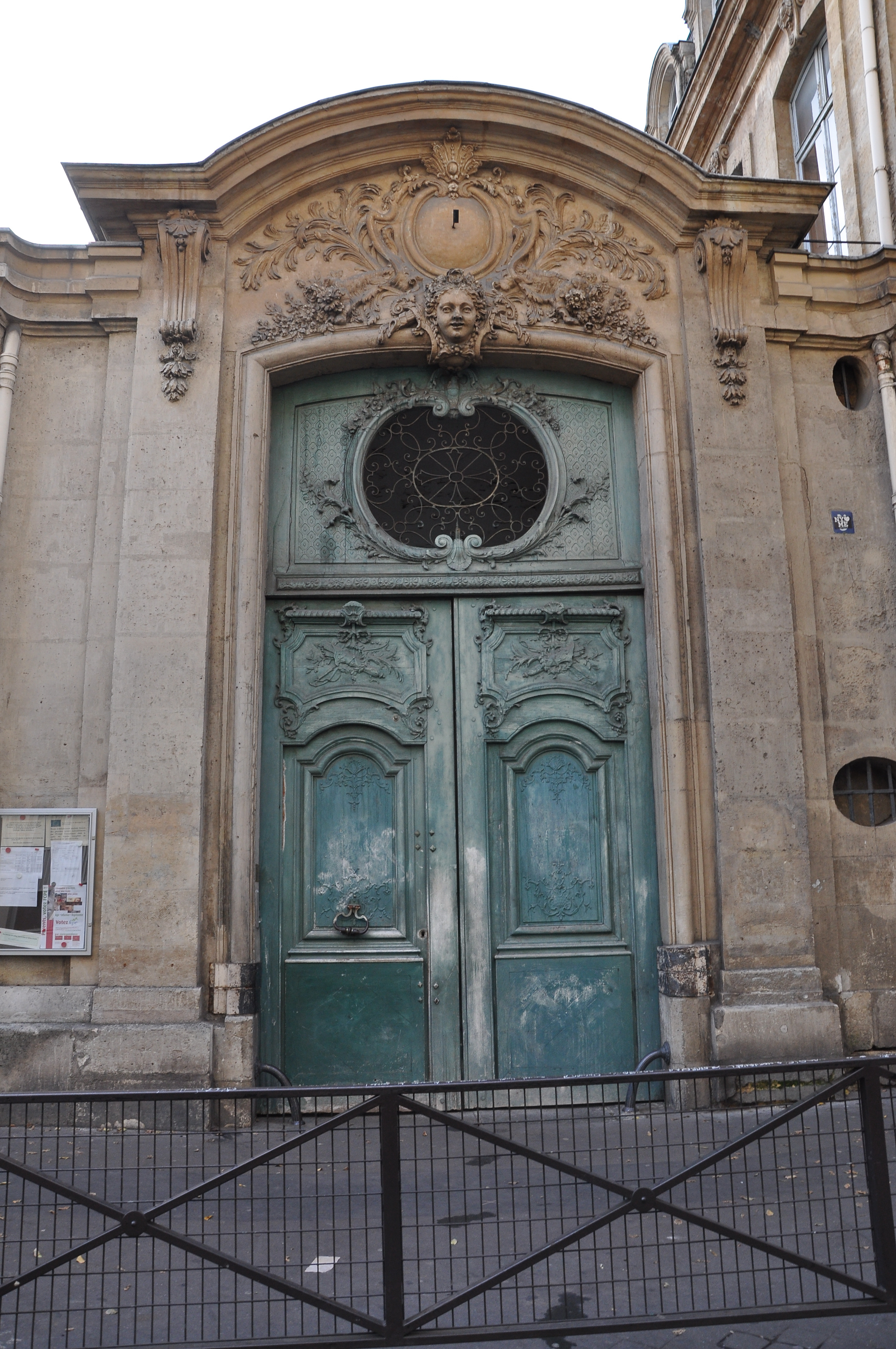
Porta monumental del col·legi que porta el nom de Béranger a París

El 1813 feu la seva entrada en una acadèmia de caràcter jocós que existia a París, portant el títol de Société du Caveau. Ensems començà a escriure algunes composicions de caràcter delicadament polític, amb tanta gràcia i fina crítica que s'arribà a dir que feren riure al mateix emperador Bonaparte. Les principals portaren per títol Le Sénateur i Le Roi d'Ivetot. El 1815 publicà les seves Chansons morales et autres. Per part dels seus superiors aquell llibre li valgué una severa reprensió. El 1821 publicà la seva segona col·lecció. Són notables entre elles:
- La Fortune,
- Le Vivandière,
- Brennus,
- Ce n'est plus Lisette,
- Le vin et la Coquette,
- Soir de noces,
- Le Bon ménage,
- Rosette, etc.

Entre els més mordaços epigrames d'aquesta segona època sens dubte s'han de citar:
- Le marquis de Carabas,
- Paillare,
- La Sainte Alliance barbaresques,
- Monsieur Judas,
- Hatte-là!,
- Le Ventru, i d'altres. En aquests s'ataca més o menys obertament al sistema ant liberal, i és de notar també el caràcter obscè i irreligiós d'algunes de les seves cançons d'aquella època; entre elles:
- Les Clefs du Paradis,
- L'Ermite et ses saints,
- Le bon Dieu,
- Les Missionaires,
- Les Réverends Pères,
- Les Capucins,
- Les Chantres de paroisse

.

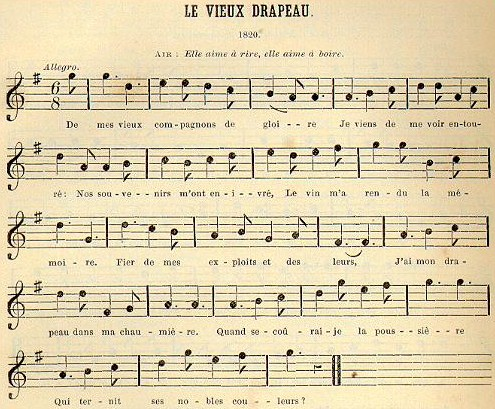
Partitura de l'himne La vella bandera

Així mateix cultivà, i això amb molta fortuna l'himne i cant patriòtic. Es poden citar d'aquest estil:
- Le Champ d'asile,
- Les Enfants de la France,
- La Sainte Alliance des peuples,
- Le Vieux drapeau,
- Le Cinq Mai. Sens dubte foren les composicions d'aquest gènere les que més el distingiren, per haver-les hi donat a la cançó un estil grandiós i elevat, no conegut fins llavors en aquell gènere de composicions.

La primera de les seves cançons que assentà les basses del nou estil, fou la titulada Le Dieu des bones gens. Fins al 1833 pot considerar-se l'obra del poeta com continguda en cinc sèries. L'any 1821 publicà una d'elles, en la qual trobaren el seu lloc algunes cançons de caràcter íntim molt dignes de tenir en compte. Tals com Mon âme, La Bonne Vieille i Le Retoru dans la patrie. El conjunt general de les obres del poeta pot considerar-se comprès dintre de les cinc sèries citades anteriorment que són, pel seu orde: 
- Cançons alegres, Cançons polítiques, Cançons lliures, Cançons patriòtiques i Cançons íntimes.

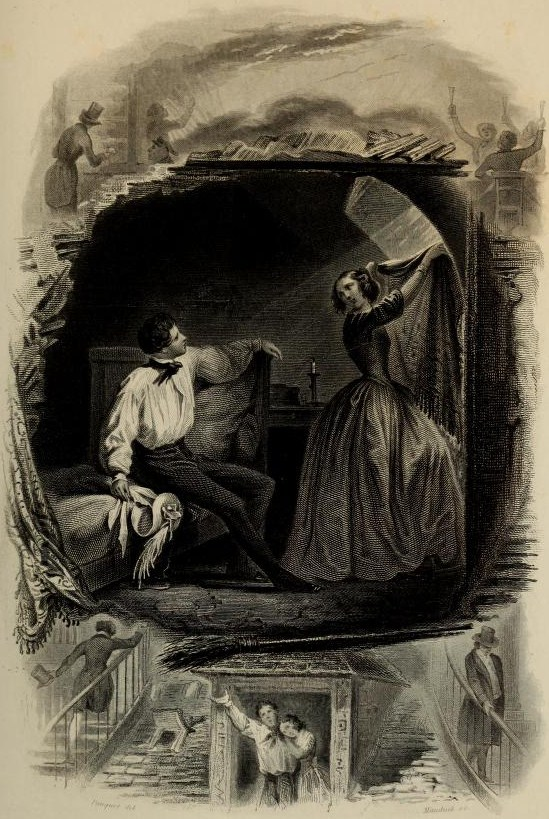
Diorama de Le Grenier

No sempre fou la popularitat de la glòria el que acompanyà el seu nom, sinó que a voltes es mesclà també la que porta en si la persecució. Feia temps que Béranger preveia i encara prevenia la seva possible destitució, de manera que quan el 8 de desembre de 1821 vingué aquella acompanyada d'una sentència condemnatòria, ja el trobà preparat. La seva causa anà als tribunals i a la Cour d'Assises en últim terme, del que resultà una condemna a tres mesos de presó i una munta de 500 francs. La tercera de les seves col·leccions la començà en la presó de Santa Pelàgia i aparegué el 1825. Fou una de les poques obres seves que no aixecà contra ell cap persecució, en el qual pot perfectament comprendre l'esperit de l'època.
La quarta col·lecció aparegué el 1828, i aquesta li costà noves persecucions, recaient sobre ella una condemna en què es castigava al seu autor amb nou mesos de presó i una munta de 10.000 francs. Les principals poesies d'aquest llibre eren:
- Le Préface,
- Le Nouvel ordre du jour,
- Le Messe du Saint-Esprit,
- Les Adieux à la campagne,
- La Liberté,
- La Chasse,
- Ma Guérison,
- Mon Carnaval,
- L'ombre d'Anacron.

Entre les poesies que contenia el quart volum de les seves col·leccions, algunes venien a ésser com un autoretrat. Aquestes eren: 
- Les Conceils de Lise;
- L'Eau bénite;
- Le Censeur;
- Le Tailleur et la Fée;
- Le violon brisé;
- Le Bon Pape;
- Les Hirondelles;
- Le Chant du cosaque;
- Le Vieux sergent, entre d'altres.

Llavors ve un període en què Béranger aixeca una bandera revolucionaria, i sense fer cas del seu entorn es deia, que començà escriure contra els que qualificava d'enemics del progrés i de la llibertat. Cal citar algunes d'aquelles cançons:
- Le Feu du prisionner;
- Le 14 Juillet;
- Le Cardinal et le Chansonier;
- Le Cordon;
- S'il vous plaît;
- Demi meître d'école;
- Les Dix mille francs.

Quan a França esdevingué la Revolució de Juliol, triomf pel qual tant treballà Béranger, ell fou en unió amb Dupont, de Laffite i de Lafayette, donà suport amb gran decisió la candidatura de Lluís Felip. Malgrat ser políticament contrari, a les idees de Paul Émile Debraux que pregonava contra la Restauració. En morir aquest el 1831, Béranger lamentà en algunes de les seves millors estrofes la prematura mort de Debraux. No obstant, no es creu en cap manera que acceptarà la fortuna que llavors comença a somriure'l. Això ho confirma els versos de l'última col·lecció de les seves cançons, que publicà el 1833:
| « | Non, mes amis, non, je ne veux rien être. Semez ailleurs places, titres et croix... | » |

Defensà la independència de Polònia amb la seva cançó Hâtons nous Poniatovski. Es mofà molt de la institució monàrquica, havent escrit sàtires contra el poder reial summament mordaces, com la que porta per títol Le Conseil aux belgues. En aquest mateix sentit té escrita La Prédiction de Nostradamus, que ve a ser, segons el seu autor, <<l'oració servil de la mateixa reialesa>>.
De tant en tant s'animava novament per verdaders ideals patriòtics, i escrivia cançons com Le vieux caporal i Les Souvenirs du peuple. També cultivà un altre gènere de cançons, i foren les idees socialistes, com: 
- Les Cotrabandiers,
- Jacques les Fons,
- Jeanne la Rousse
- Le Vieux vagabund.

El 1846 publicà les seves cançons: 
- Le Déluge,
- Le Grillon,
- Notre Coq,
- Les Pigeons de la Bourse,
- L'Orphéon,
- Les Echos,
- Les Escargots,
- Ma gaité,
- Claire,
- Le Baptême de Voltaire.

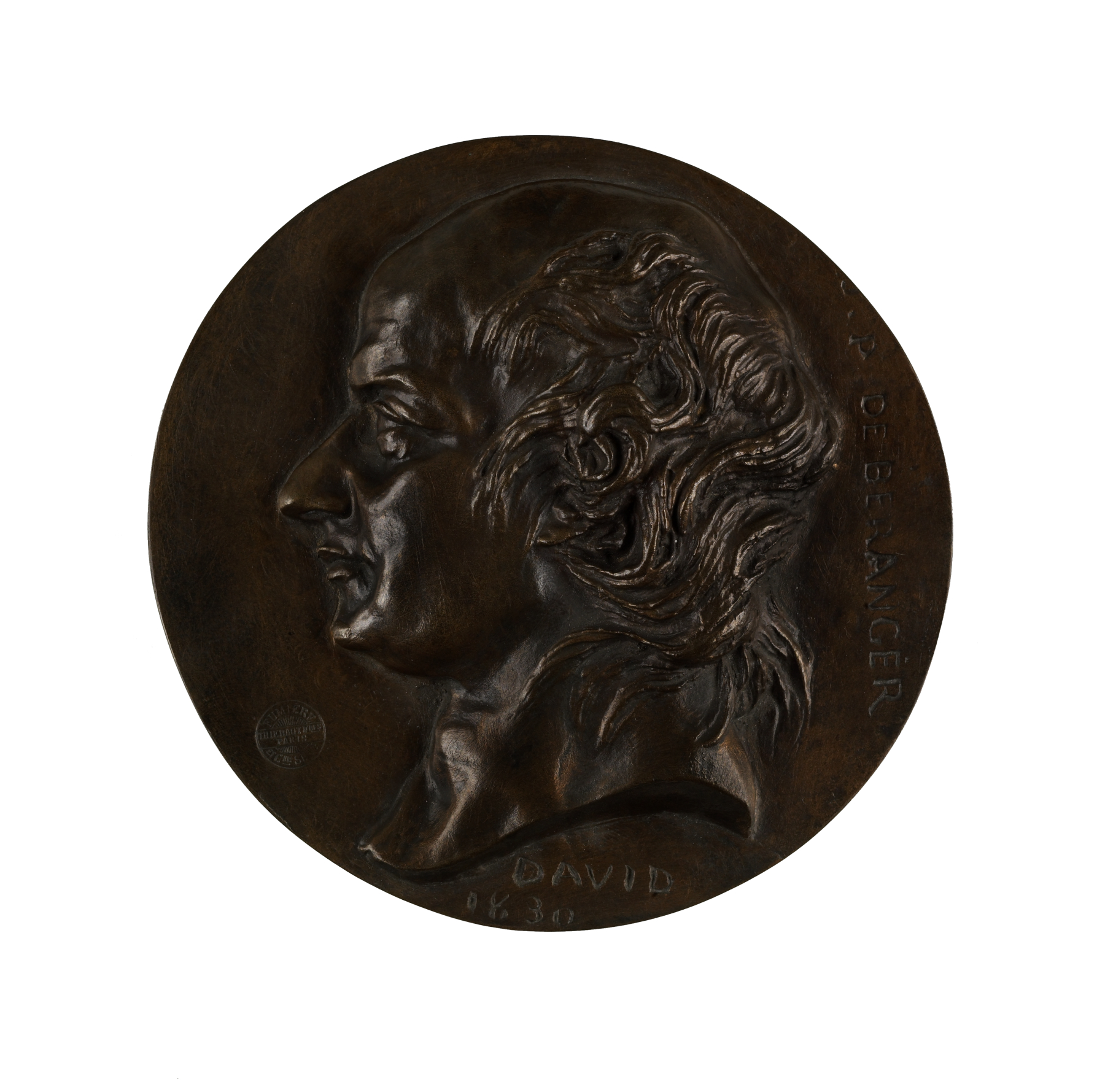
Medalló amb el perfil de Béranger

Aquestes cançons no pertanyen a un sol, sinó a quasi tots els gèneres que cultivà el poeta. En el seu retir preparava la seva obra Biographie des contemporains, quan el sorprengué la Revolució de Febrer. Fou elegit representant del poble pel departament del Sena, figurant en la seva acta més de 200.000 votants. Per les circumstàncies particulars que a travessava llavors Béranger no volgué acceptar el càrrec. Primer es retirà a Passy-lès-Paris i després a Fontainebleau i a Tours. Després de cert temps retornà a París, cultivant l'amistat de Talleyrand i Chateaubriand, el qual l'auxilià pecuniàriament en moltes ocasions. Lamartine també cercà l'amistat del poeta.
En aquell temps Béranger vivia modestament d'una pensió vitalícia de 800 francs que li havia assenyalat el seu editor Perrotin, que amb aquesta obligació adquirí el 1833 la propietat de totes les seves obres escrites o per escriure. Més d'una vegada Perrotin intentà augmentar el valor de la retribució per ell acceptada, però no assoli mai, el qual succeí igualment quan durant l'època del segon Imperi li foren fets diversos oferiments en aquest sentit. Béranger morí el 16 de juliol de 1859 en la mateixa ciutat de París.

## Anàlisi de la seva obra
Els seus admiradors arribaren a comparar-lo amb Jean de La Fontaine, Tirteu, Píndar i Koerner. Les seves obres pòstumes comprenen solament dos volums: Ma biographie i Dernières chansons. En la primera no dona a conèixer cap esdeveniment de la seva vida ni sobre el seu temps; segurament influïa encara en ell el temor de quan suspengué la publicació de la Biographie des contemporanis. La segona és un conjunt de 94 poesies, entre les quals n'hi algunes dignes de figurar en les primeres col·leccions. El mateix succeeix amb les principals d'elles, escrites entre 1834 i 1851:
- Une ideé,
- Le Cheval arabe,
- Les Fourmis,
- Le Chasseur,
- La Sauterelle et le papillon,
- Le Merle,
- Le Saint,
- Les Grande projets,
- Les Defants,
- Le Postillon, i altres.

També formen part d'aquest llibre composicions pertanyents a altres gèneres poètics, com petits poemes, balades i diàlegs. Una altra obra d'aquest autor s'ha conservat també, objecte de grans debats per part de tota la premsa política: La Correspondance de Béranger, recollida per M. Boiteau i publicada el 1860.